# Edna (Teksas)
Edna je grad u američkoj saveznoj državi Teksas. Prema popisu stanovništva iz 2010. u njemu je živjelo 5.499 stanovnika.